# أوستن غروسمان
أوستن غروسمان (بالإنجليزية: Austin Grossman) (26 يونيو 1969، كونكورد في الولايات المتحدة)؛ كاتب، مهندس، مؤلف وروائي أمريكي.

## روابط خارجية
- أوستن غروسمان على موقع IMDb (الإنجليزية)